# Tour of Bihor - Bellotto
Die Tour of Bihor - Bellotto (rumänisch: Turul Ciclist al Buhorului) ist ein rumänisches Straßenradrennen. Das Etappenrennen wird in der Region  Bihor veranstaltet. 2016 wurde das Radrennen erstmals ausgetragen. Es ist Teil der UCI Europe Tour und ist dort in der Kategorie 2.2 eingestuft.

## Sieger
| Jahr | Sieger         | Zweiter           | Dritter            |
| ---- | -------------- | ----------------- | ------------------ |
| 2016 | Egan Bernal    | Rodolfo Torres    | Matteo Fabbro      |
| 2017 | Rodolfo Torres | Luca Chirico      | Iván Sosa          |
| 2018 | Iván Sosa      | Alberto Giuriato  | Alessandro Bisolti |
| 2019 | Daniel Muñoz   | Markus Freiberger | Karel Hník         |